# Lista de prefeitos de Arroio Grande
Esta é a lista de prefeitos e vice-prefeitos do município de Arroio Grande, estado brasileiro do Rio Grande do Sul
| Nº | Nome                                    | Partido | Vice-prefeito(a)                                                | Início do mandato       | Fim do mandato         | Observações                                                                          |
| 1  | Manuel Aníbal Ribeiro                   | PRR     | João Carlos Ferreira                                            | 1º de fevereiro de 1892 | 14 de agosto de 1894   | Intendente nomeado pelo Presidente de Estado Júlio de Castilhos                      |
| 1  | Manuel Aníbal Ribeiro                   | PRR     | Manuel Antonio Maciel                                           | 15 de agosto de 1894    | 20 de maio de 1902     | Intendente nomeado pelo Presidente de Estado Júlio de Castilhos                      |
| —  | João Carlos Ferreira                    | PRR     | —                                                               | 6 de abril de 1892      | 7 de maio de 1892      | Intendente interino, assumindo por motivo de doença do titular                       |
| —  | João Carlos Ferreira                    | PRR     | —                                                               | 15 de agosto de 1894    | 9 de setembro de 1894  | Intendente interino, servindo à Revolução                                            |
| 2  | Manuel Antonio Maciel                   | PRR     | —                                                               | 10 de setembro de 1894  | 20 de maio de 1902     | Intendente assumindo em substituição ao anterior que renunciou ao cargo              |
| —  | Manuel Antonio Maciel                   | PRR     | —                                                               | 21 de maio de 1902      | 31 de janeiro de 1904  | Intendente nomeado pelo Presidente de Estado Borges de Medeiros                      |
| —  | Manuel Antonio Maciel                   | PRR     | Guilherme Dutra da Silveira                                     | 1º de fevereiro de 1904 | 31 de janeiro de 1908  | Intendente eleito em sufrágio universal                                              |
| 3  | Severo de Castro Feijó                  | PRR     | Guilherme Dutra da Silveira                                     | 1º de fevereiro de 1908 | 31 de janeiro de 1912  | Intendente eleito em sufrágio universal                                              |
| 4  | Mário Maciel Costa Ten Cel. Mário       | PRR     | Antônio Silveira Machado                                        | 1º de fevereiro de 1912 | 31 de janeiro de 1916  | Intendente eleito em sufrágio universal                                              |
| —  | Mário Maciel Costa Ten Cel. Mário       | PRR     | Mário Luiz Corrêa Dr. Mário                                     | 1º de fevereiro de 1916 | 31 de janeiro de 1920  | Intendente eleito em sufrágio universal                                              |
| 5  | Mário Luiz Corrêa Dr. Mário             | PRR     | —                                                               | 1º de fevereiro de 1920 | 31 de janeiro de 1924  | Intendente eleito em sufrágio universal                                              |
| 6  | João Félix Soares                       | PRR     | José Marcellino Maciel                                          | 1º de fevereiro de 1924 | 31 de janeiro de 1928  | Intendente eleito em sufrágio universal                                              |
| 7  | Aimone Soares Carriconde                | PRL     | Francisco Dutra (Falecido) Guilherme Dutra da Silveira (Eleito) | 1º de fevereiro de 1928 | 1º de novembro de 1930 | Intendente eleito/prefeito nomeado                                                   |
| —  | Aimone Soares Carriconde                | PRL     | Guilherme Dutra da Silveira                                     | 1º de novembro de 1930  | 9 de setembro de 1932  | Nomeado                                                                              |
| 8  | Athanásio Loureiro Belmonte             | PRL     | —                                                               | 10 de setembro de 1932  | 28 de agosto de 1933   | Prefeito nomeado pelo Governador José Antônio Flores da Cunha                        |
| 9  | Aymoré Carriconde                       | PRL     | —                                                               | 29 de agosto de 1933    | 3 de janeiro de 1940   | Prefeito eleito em sufrágio universal                                                |
| 10 | João Martins Gervini                    | PP      | —                                                               | 4 de janeiro de 1940    | 2 de março de 1940     | Prefeito nomeado pelo Interventor Federal Cordeiro de Farias                         |
| 11 | Fernando Olivella Fernandez             | PP      | —                                                               | 3 de março de 1940      | 15 de novembro de 1941 | Prefeito nomeado pelo Interventor Federal Cordeiro de Farias                         |
| 12 | Oscar Carpes                            | PP      | Lauro Medeiros de Albuquerque Dr. Lauro (UDB)                   | 16 de novembro de 1941  | 22 de janeiro de 1944  | Prefeito nomeado pelo Interventor Federal Cordeiro de Farias                         |
| 13 | Lauro Medeiros de Albuquerque Dr. Lauro | UDB     | —                                                               | 23 de janeiro de 1944   | 3 de fevereiro de 1945 | Prefeito nomeado se afastou do cargo                                                 |
| 14 | Mário Luiz Corrêa Dr. Mário             | PP      | —                                                               | 4 de fevereiro de 1945  | 30 de janeiro de 1948  | Prefeito nomeado pelo Interventor Federal Samuel Figueiredo                          |
| 15 | Dionísio de Magalhães                   | PSD     | —                                                               | 31 de janeiro de 1948   | 31 de janeiro de 1951  | Prefeito eleito em sufrágio universal                                                |
| 16 | Aimone Soares Carriconde                | UDN     | Dirceu Cardozo de Aguiar                                        | 31 de janeiro de 1951   | 30 de janeiro de 1956  | Prefeito eleito em sufrágio universal                                                |
| 17 | Lauro Medeiros de Albuquerque Dr. Lauro | UDN     | Mário Luiz Corrêa Dr. Mário                                     | 31 de janeiro de 1956   | 30 de janeiro de 1960  | Prefeito eleito em sufrágio universal                                                |
| 18 | Edgar Dutra Lisboa                      | UDN     | Nilo da Silva Conceição Dr. Nilo                                | 31 de janeiro de 1960   | 30 de janeiro de 1964  | Prefeito e vice eleitos em sufrágio universal                                        |
| 19 | Lauro Cavalheiro                        | PL      | Antônio Soares Siedler Dr. Antônio                              | 31 de janeiro de 1964   | 30 de janeiro de 1969  | 1º Prefeito eleito de partido da esquerda                                            |
| 20 | Osmar Machado da Silva                  | ARENA   | Flávio Pereira Dr. Flávio                                       | 31 de janeiro de 1969   | 15 de dezembro de 1971 | Prefeito e vice eleitos em sufrágio universal cujo titular faleceu durante o mandato |
| —  | Flávio Pereira Dr. Flávio               | ARENA   | —                                                               | 16 de dezembro de 1971  | 31 de janeiro de 1973  | Vice-prefeito eleito no cargo de prefeito                                            |
| 21 | Ney Soares Teixeira Cavalheiro          | MDB     | Dirceu Freitas                                                  | 1º de fevereiro de 1973 | 31 de janeiro de 1977  | Prefeito e vice eleitos em sufrágio universal                                        |
| 22 | Flávio Pereira Dr. Flávio               | ARENA   | João Carlos Furtado Chorê                                       | 1º de fevereiro de 1977 | 31 de janeiro de 1983  | Prefeito e vice eleitos em sufrágio universal                                        |
| 23 | Flávio Dutra Lisboa                     | PDS     | Álvaro Milton Mendes da Silva (PFL)                             | 1º de fevereiro de 1983 | 31 de dezembro de 1988 | Prefeito e vice eleitos em sufrágio universal                                        |
| 24 | Flávio Pereira Dr. Flávio               | PDS     | João Carlos Furtado Chorê                                       | 1º de janeiro de 1989   | 31 de dezembro de 1992 | Prefeito e vice eleitos em sufrágio universal                                        |
| 25 | João Carlos Furtado Chorê               | PDS     | José Guilherme Machado Müller Chaleira                          | 1º de janeiro de 1993   | 31 de dezembro de 1996 | Prefeito e vice eleitos em sufrágio universal                                        |
| 26 | Ermínio Braga Lucena                    | PDT     | Olavo Dinarte Ramos Ginar (PMDB)                                | 1º de janeiro de 1997   | 31 de dezembro de 2000 | Prefeito e vice eleitos em sufrágio universal                                        |
| 27 | João Carlos Furtado Chorê               | PPB     | Vilson Neves do Amarilho (PMDB)                                 | 1º de janeiro de 2001   | 31 de dezembro de 2004 | Prefeito e vice eleitos em sufrágio universal                                        |
| 28 | Jorge Luiz Cardozo Jorginho             | PDT     | Mariela Ferreira Sales                                          | 1º de janeiro de 2005   | 31 de dezembro de 2008 | Prefeito e vice eleitos em sufrágio universal                                        |
| 28 | Jorge Luiz Cardozo Jorginho             | PDT     | Mariela Ferreira Sales                                          | 1º de janeiro de 2009   | 31 de dezembro de 2012 | Prefeito e vice reeleitos em sufrágio universal                                      |
| 29 | Luís Henrique Pereira                   | PP      | Ivan Antônio Guevara Lopez Dr. Ivan (PTB)                       | 1º de janeiro de 2013   | 31 de dezembro de 2016 | Prefeito e vice eleitos em sufrágio universal                                        |
| 29 | Luís Henrique Pereira                   | PP      | Ivan Antônio Guevara Lopez Dr. Ivan (PTB)                       | 1º de janeiro de 2017   | 31 de dezembro de 2020 | Prefeito e vice reeleitos em sufrágio universal                                      |
| 30 | Ivan Antônio Guevara Lopez Dr. Ivan     | PP      | José Cláudio D'Ávila Casca                                      | 1º de janeiro de 2021   | 31 de dezembro de 2024 | Prefeito e vice eleitos em sufrágio universal                                        |
| 31 | Plínio Vizeu Pereira Neto Neto Pereira  | PDT     | João Cézar Larrosa (PT)                                         | 1º de janeiro de 2025   | Atual                  | Prefeito e vice eleitos em sufrágio universal                                        |